# Centro Hospitalario Universitario de Vaud
El Centro Hospitalario Universitario de Vaud, también conocido como el Hospital Universitario de Lausana (en francés: Centre hospitalier universitaire vaudois, CHUV), es un centro de salud en Lausana, en el cantón de Vaud; se trata de uno de los cinco hospitales universitarios en Suiza.
El Hospital Universitario de Lausana está vinculado a la Facultad de Biología y Medicina de la Universidad de Lausana (UNIL), y posee alrededor de 1430 camas. Es uno de los cinco hospitales universitarios que existen en Suiza.
Los servicios médicos del CHUV benefician a más de 45 000 pacientes al año. Casi 3000 bebés nacen cada año en el departamento de obstetricia, y aproximadamente 9000 empleados trabajan en el CHUV.
Este centro hospitalario actúa como un hospital universitario general para las personas que viven en el área de Lausana, cubriendo todas las áreas de tratamiento médico. También sirve como un hospital que ofrece atención especializada para todo el Cantón de Vaud y partes de la llamada Suiza francófona.
En 2019 este hospital fue calificado como el hospital líder en Suiza y el noveno mejor del mundo, por la revista Newsweek.
Está ubicado en el centro de la ciudad, y puede ser visitado llegando a la estación CHUV de la línea 2 del Metro de Lausana.

## Galería de imágenes

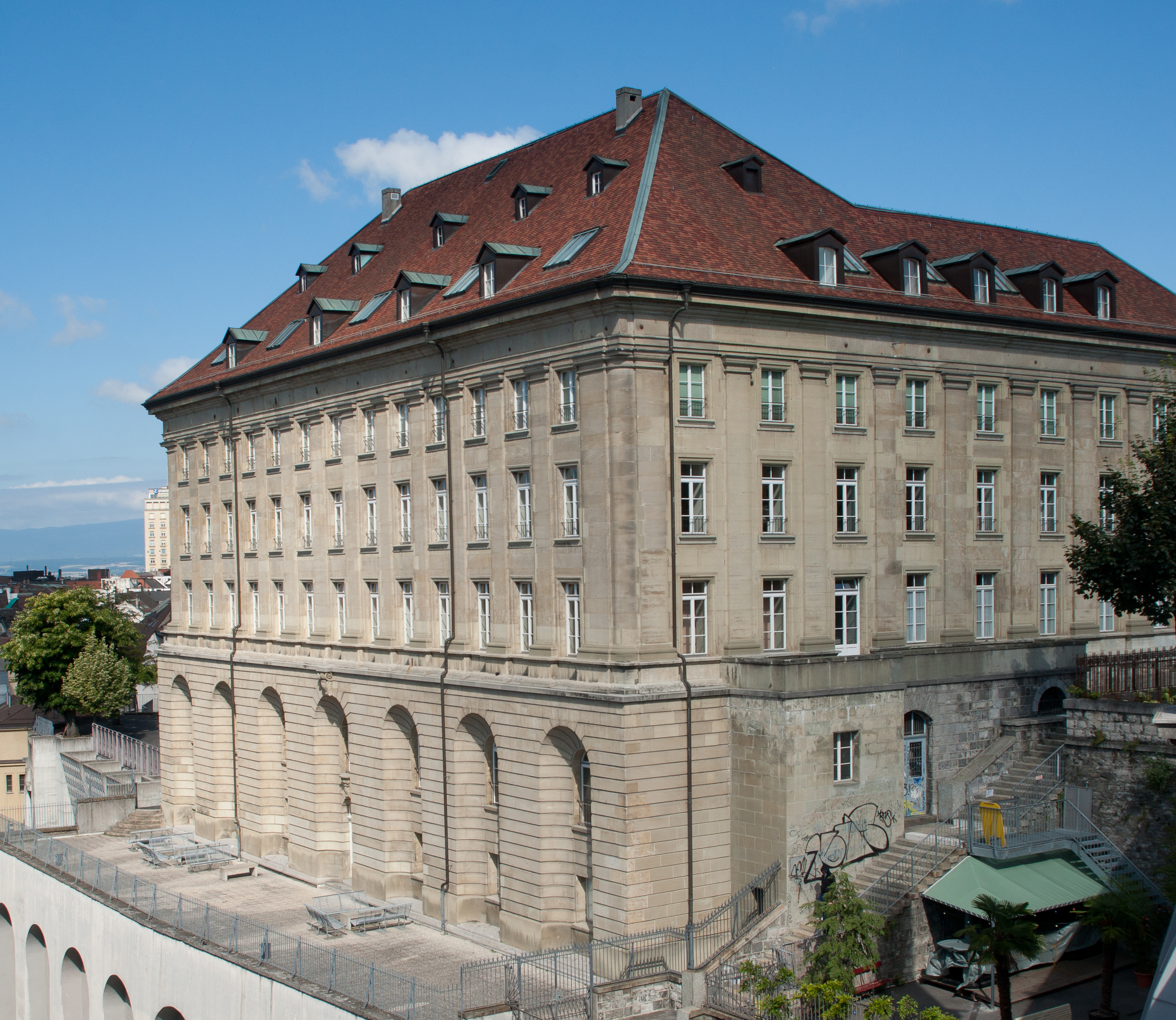
Antiguo hospital de Lausana (en francés: Ancien hôpital de Lausanne), edificio que actualmente ocupa el llamado Gimnasio de la ciudad (en francés: Gymnase de la Cité).
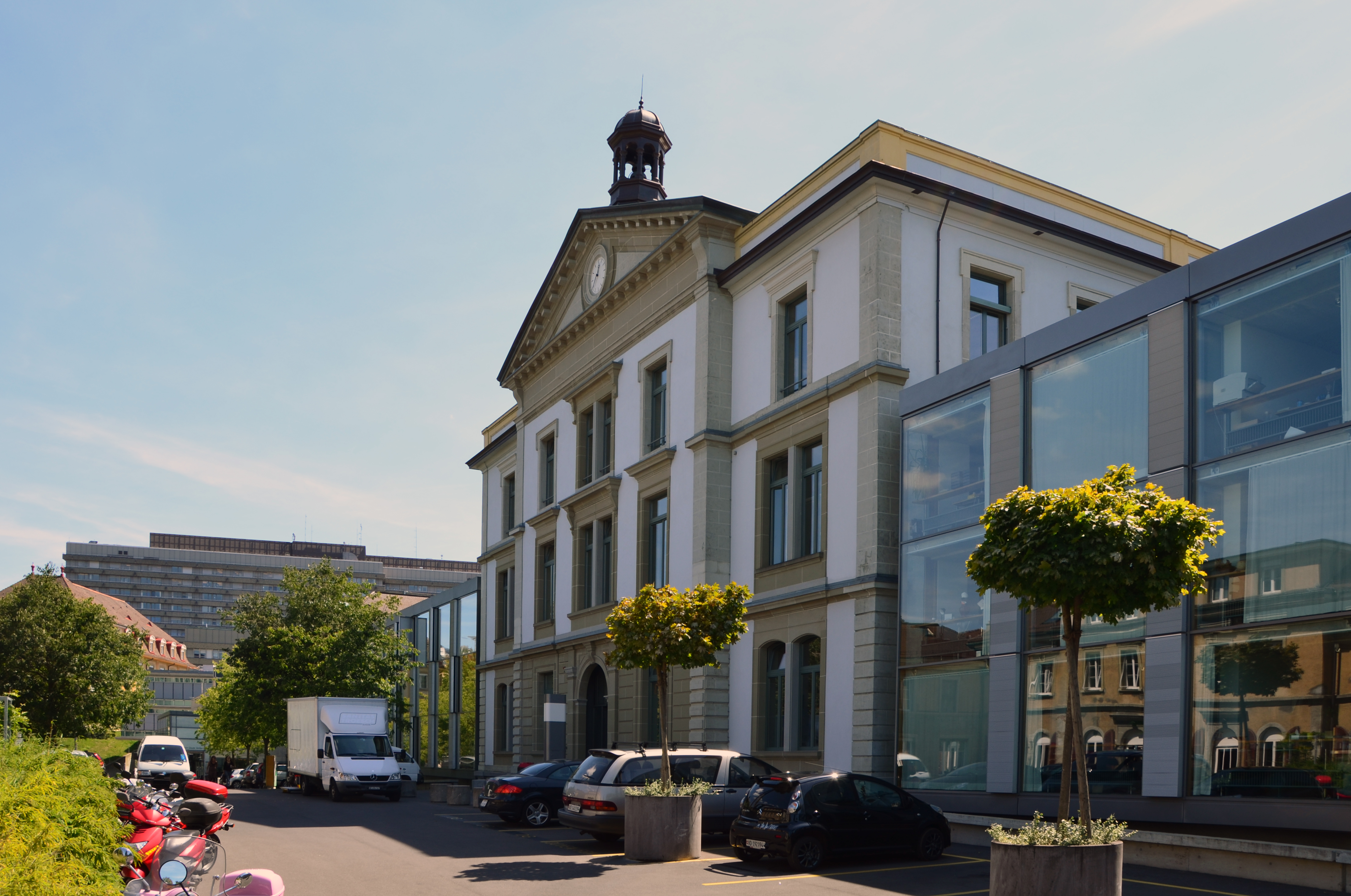
El Hospital Cantonal de Lausana, fue reemplazado en 1982 por el Centro Hospitalario Universitario Vaudois, cuyo edificio principal es visible en esta foto, al fondo y a la izquierda.
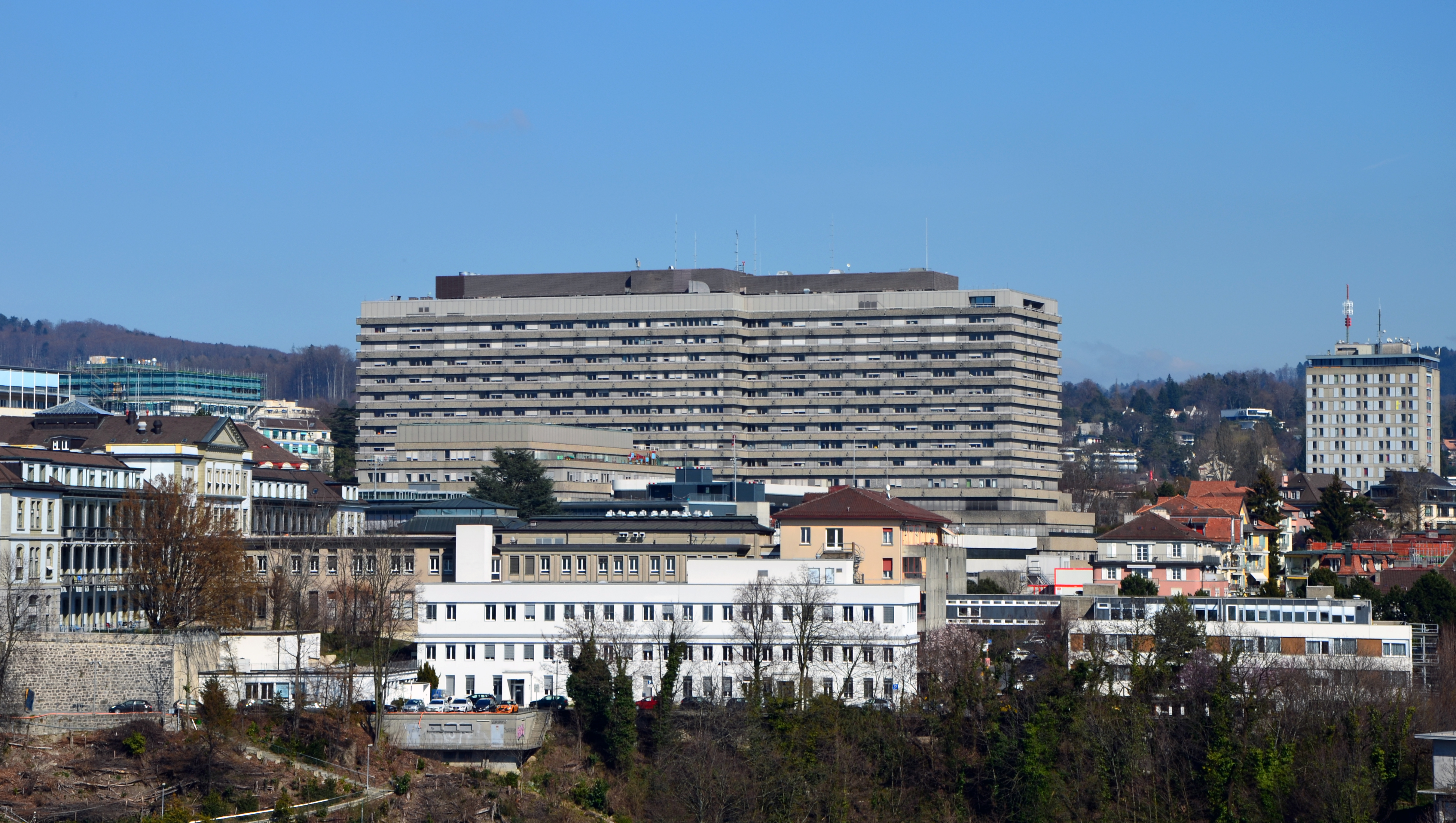
El Centro Hospitalario de la Universidad de Vaud (CHUV) en Lausana (Suiza), visto desde la parte superior de la catedral; fecha: 27 de marzo de 2016.
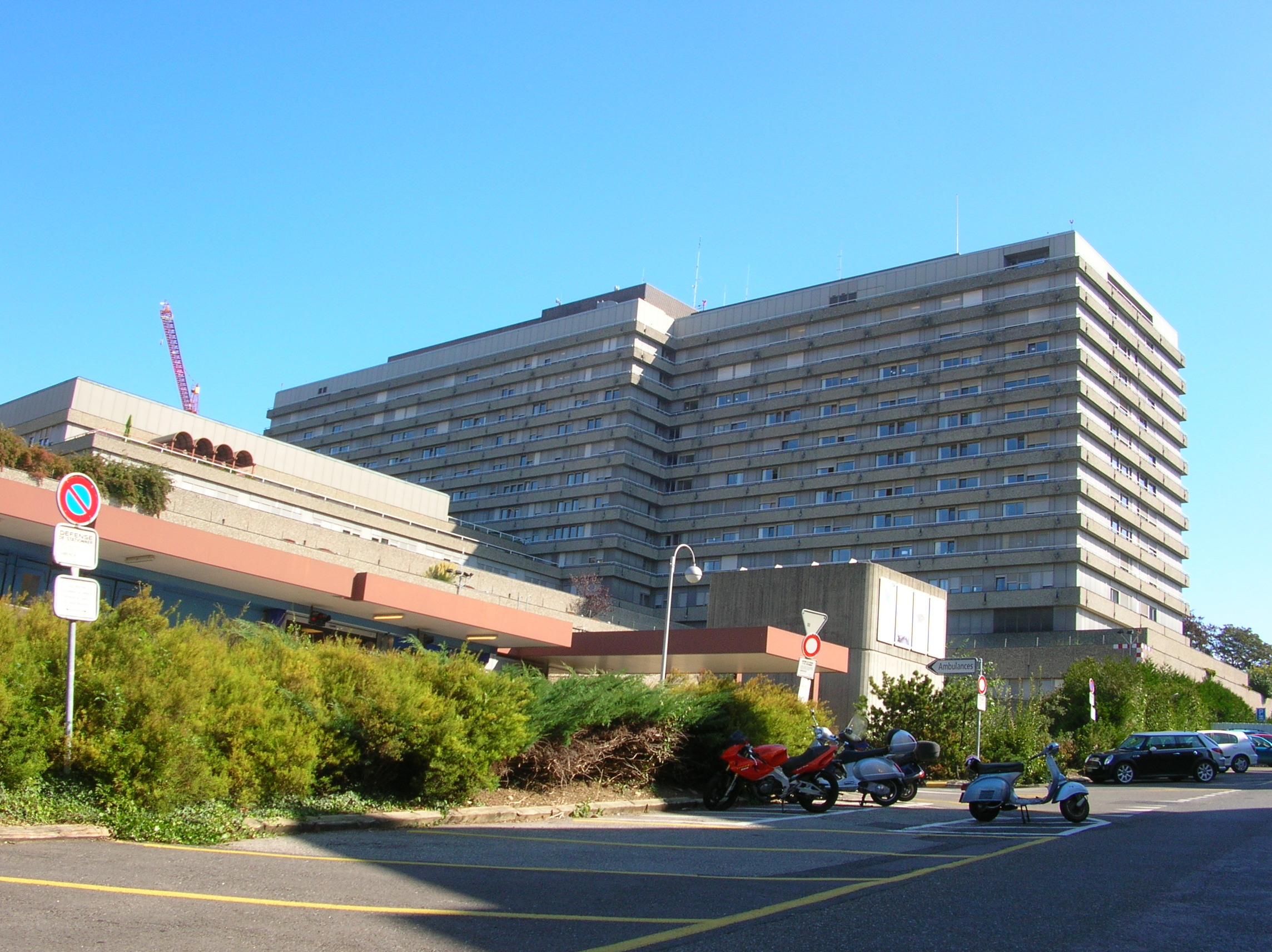
Otra vista del Centro Hospitalario de Vaud (CHUV); fecha: 9 de septiembre de 2007.
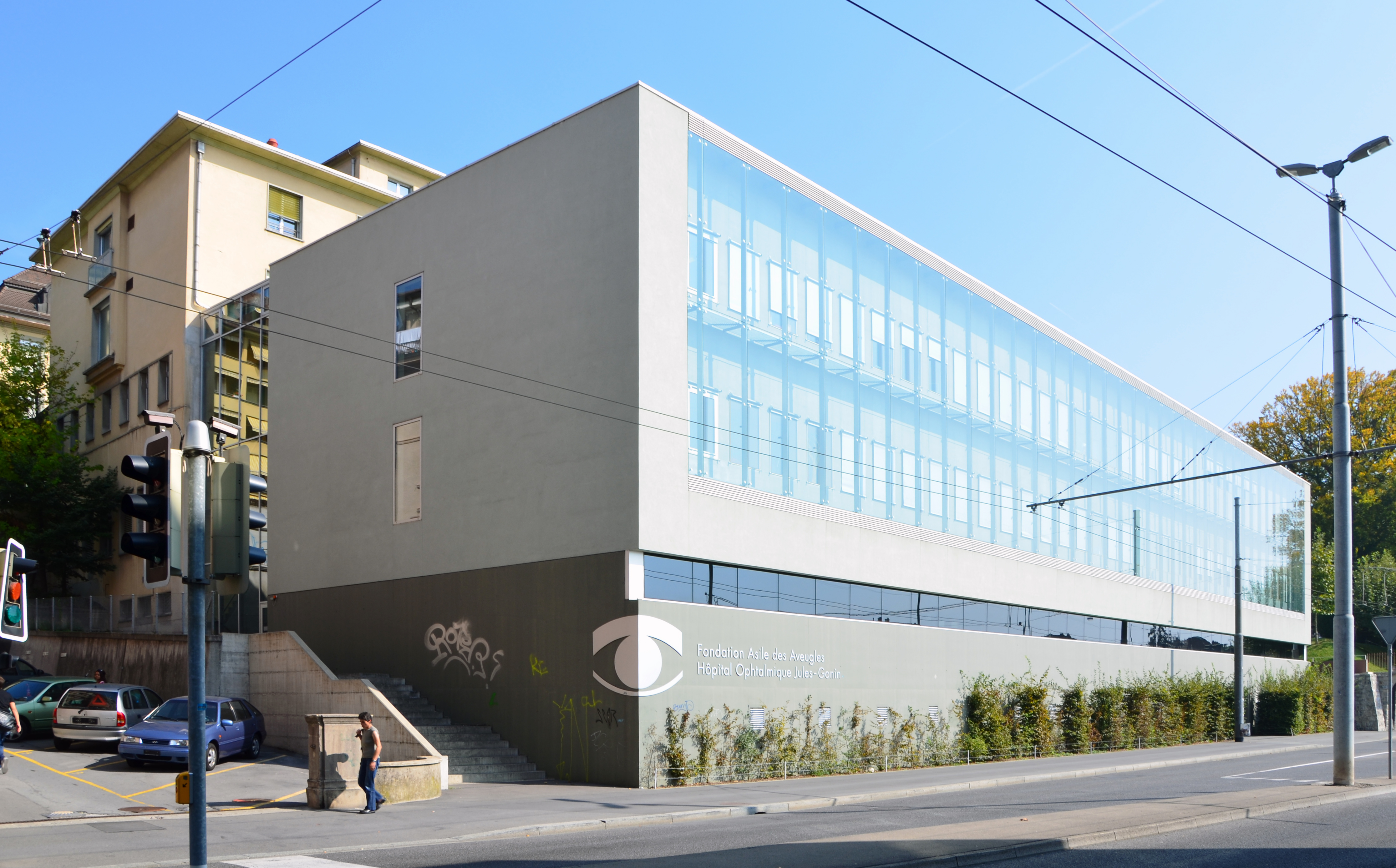
El nuevo edificio del Hospital Oftalmológico Jules-Gonin en Lausana (Suiza), que data del año 2006.